# Aficha
Aficha, ou parfois Afisha (en russe : Афиша, litt. « Affiche » en français), est un magazine culturel russe, spécialisé dans les divertissements urbains. Créé en 1999, ce magazine est bimestriel et son audience est d'environ 1,5 million de lecteurs. La publication papier cesse en décembre 2015 mais continue d'exister sur Internet sous la forme d'un magazine web, Afisha Daily.

## Historique

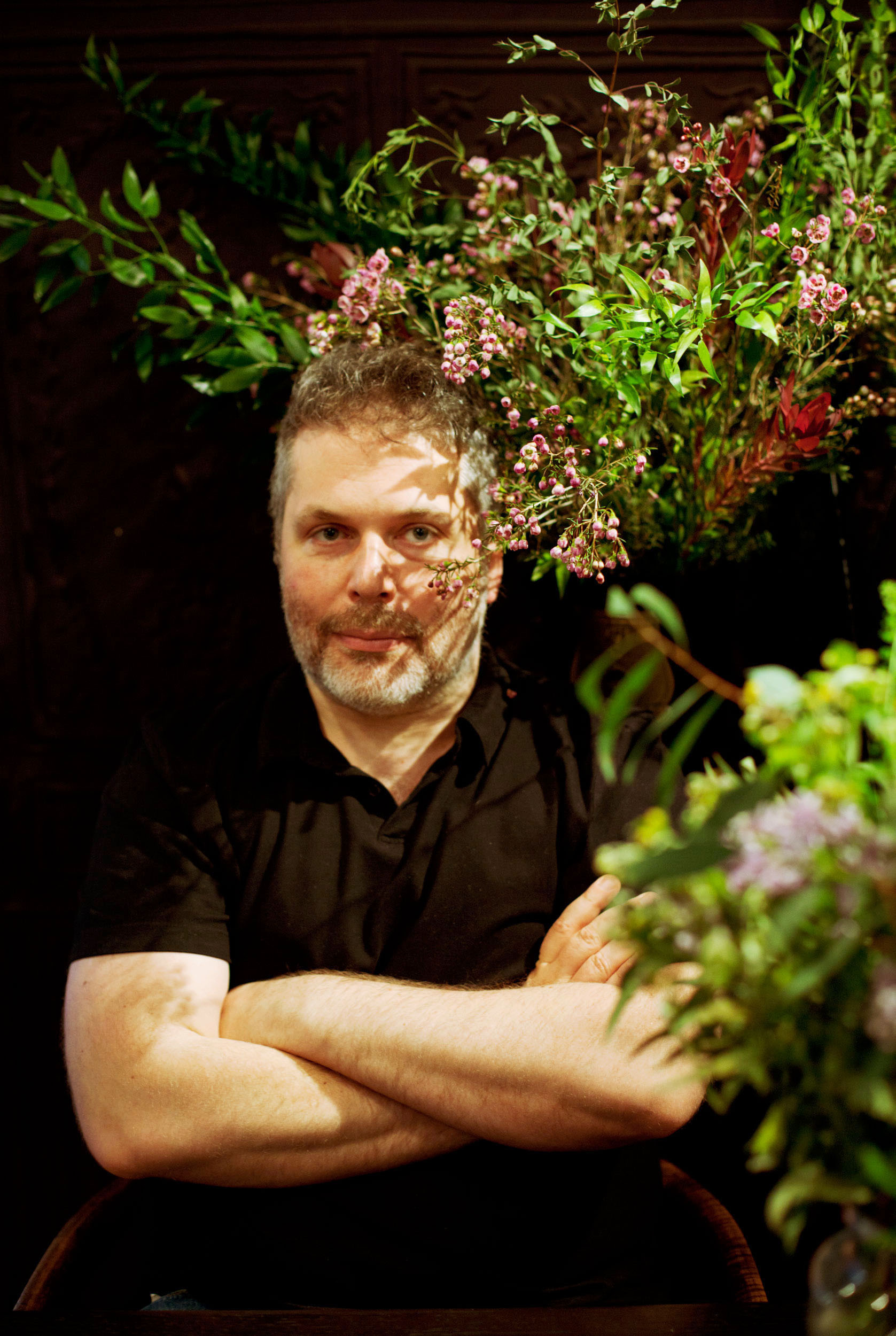
Ilya Oskolkov-Tsentsiper, qui a lancé le magazine en avril 1999, ici à Moscou, au printemps 2014.

Aficha a été lancé en avril 1999 par Ilya Oskolkov-Tsentsiper (en), Andrew Paulson (en) et Anton Koudriachov.
En 2000, Aficha a commencé à éditer une collection de guides touristiques en russe, puis a lancé en 2004 un mensuel de voyage, Aficha Mir.
En 2005, le magazine a lancé un festival musical, Afisha Picnic (en), se déroulant à Moscou durant une journée à la fin du mois de juillet.